# 小倉輝美
小倉 輝美（おぐら てるみ、1963年10月7日 - ）は、日本の元女子自転車競技選手。

## 来歴
静岡県浜松市出身。高知大学を経て、高知市にあるサイクルショップ ヤマネに就職。同社在籍時代の1988年、ソウルオリンピック・個人ロードレースに出場し、30位に入った。